# Anna Haining Bates
Anna Haining Bates   (Comtat de Colchester, 7 d'agost de 1846 - Seville, 5 d'agost de 1888), nascuda Anna Haining Swan, va ser una grangera canadenca famosa per la seva gran alçada (patia gegantisme). S'estima que va arribar a assolir els 2,43 m d'alçada. Els seus pares, immigrants canadencs d'arrels escoceses, no eren especialment alts. Se li va arribar a conèixer com «La dona moderna més gran de món», encara que de la seva contemporània l'alemanya Marianne Wedhe (1866-1884) es deia que havia arribat als 2,53 m d'alçada (en realitat mesurava 2,18). Els promotors solien exagerar les característiques dels seus representats per augmentar l'interès.

## Naixement i creixement
Anna Haining Bates va néixer a Mill Brook, New Annan, (actualment Tatamagouche), Comtat de Colchester, Nova Escòcia. Al néixer va pesar 8 Kg. Els seus pares, Alexander Swan i Ann Graham, van ser dos colons baptistes que posseïen una granja prop de New Annan. No hi havia antecedents de gegantisme en la seva família. Va ser la tercera de tretze germans, tots d'estatura normal. Des del seu naixement el seu creixement ja va ser precipitadament ràpid, i a l'edat de quatre anys ja mesurava 1,37 m d'alçada. Va ser mesurada de nou als sis anys, i el resultat va ser de 1,57 m d'alçada, tot just 5 cm menys que la seva mare. En el seu desè aniversari ja mesurava 1,85 m, i als 15 anys la seva alçada era de 2,13 m. Dos anys després arribaria als 2,20 m. S'estima que la seva altura màxima va ser de 2,27 m, mesurada pel seu metge de Seville. Normalment pesava 149,69 kg i el seu pes més alt era de 168,28 kg.
Als sis anys va començar el col·legi, però els pupitres li resultaven molt incòmodes, per la qual cosa li van fer un a mida. Va ser una nena intel·ligent, que destacava en música i literatura, encara que els que la veien per primera vegada creien que era una noia discapacitata al suposar-la de més edat. Als 15 anys es va traslladar a casa d'un oncle a Truro per assistir a la Norman School, però allà la casa no era a la seva mida, trobava a faltar la seva família i la gent la mirava pel carrer. P. T. Barnum va ser avisat.

## Vida com a fenomen
Anna va acceptar i va viatjar amb els seus pares a Nova York el 1862 per entrevistar-se amb l'empresari P. T. Barnum. Barnum els va oferir 23 dòlars setmanals, un allotjament confortable, els millors vestits i una professora particular perquè pogués seguir els seus estudis. Van acceptar, i la seva mare es va quedar un any amb ella fins que va considerar que l'Anna s'havia adaptat i quedava en bones mans. Al principi només es deixava contemplar, però en veure Barnum seus progressos en piano, cant i interpretació, la va col·locar a l'escenari principal donant-li números musicals i recitant a Shakespeare. La presentava com «La dona més alta del món», assegurant que mesurava 2,40 m d'alçada, i de vegades compartia escenari amb Comodor Nutt de 76 cm. Es va fer molt amiga del matrimoni de nans, el general Thumb i la seva esposa Lavinia Warren. Barnum va encarregar dos vehicles especials: un enorme carruatge per a Anna i un altre petitó amb forma de closca de nou tirat per ponis per al Comodor, amb els quals circulaven pels carrers de Nova York anunciant el Museu Americà. Ella era feliç i guanyava molts diners que enviava a casa per la manutenció dels seus nombrosos germans. El 1863, Barnum la va portar de gira per Anglaterra i va ser rebuda per la reina Victòria, que es va sorprendre no només de la seva alçada, sinó també de la seva intel·ligència i bona educació.
En 1864, bandes de sudistes van arribar a la ciutat per provocar caos i el Museu Americà va patir un incendi que va poder ser sufocat sense greus danys. Però un any després un altre incendi, aquest accidental, va destruir les instal·lacions per complet. Els bombers van haver de rescatar les persones atrapades en els pisos alts, entre elles la senyoreta Swan. Per posar-la fora de perill, van haver d'enderrocar un tros de façana i baixar-la amb cordes i politges. Anna va perdre tots els seus estalvis i Barnum la va retornar a New Annan perquè es recuperés. Al poc temps, Barnum va obrir el Nou Museu Americà i li va fer un contracte més avantatjós. Un altre incendi accidental va destruir el nou local i Anna va tornar a Nova Escòcia, exhibint-se pel seu compte en teatres.
El 1871, acabat el contracte amb Barnum, Anna va decidir embarcar-se en una gira per Europa organitzada per H. P. Ingalls. Un altre dels fenòmens que va acceptar el treball va ser Martin Van Buren Bates, «El Gegant de Kentucky» (1837-1919). Va ser amor a primera vista. Quan setmanes més tard van desembarcar a Liverpool ja havien anunciat el seu compromís. Martin també havia mostrat gigantisme des de nen, fins a arribar d'adult els 2,20 m d'alçada. Va lluitar en la Guerra de Secessió, on impressionava, ja que el seu sabre era de 40 cm més llarg que un de normal i muntava un cavall perxeró que havia confiscat a la granja d'un alemany a Pennsilvània. Després de la contesa, els seus amics li van suggerir que podria viure exhibint-se.
La reina Victòria va tornar a rebre a Anna i el seu promès, i li va regalar a ella el vestit de núvia i a ell un rellotge de butxaca d'or, tots dos a mida. El 17 de juny de 1871, una multitud va envoltar l'església de Trafalgar Square per contemplar els nuvis i els seus convidats, molts fenòmens de fira com ells. Va presidir la cerimònia el reverend Rupert Cochrane, amic de la família Swan, que amb els seus 1,91 m d'alçada semblava petit davant els enormes nuvis.

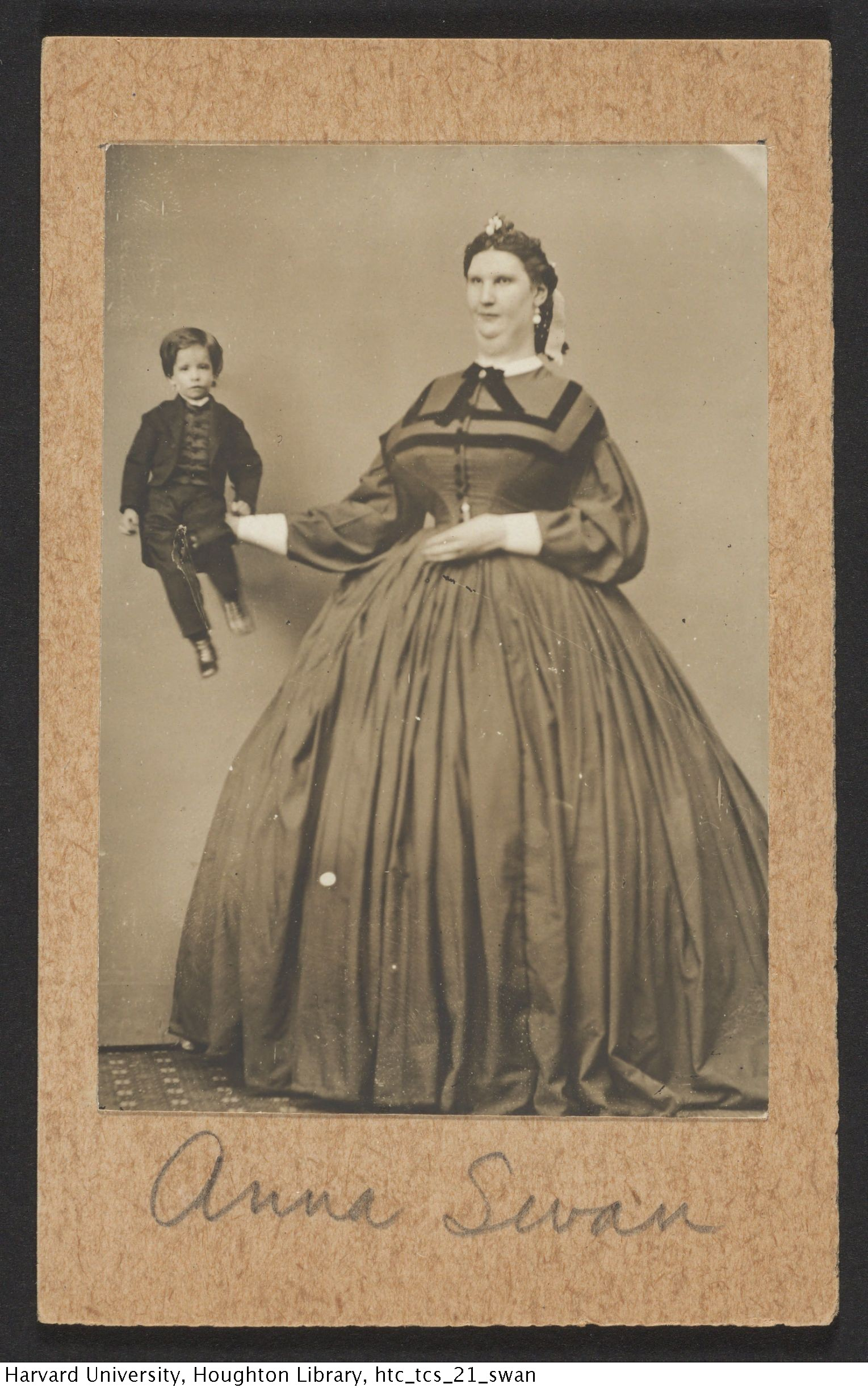
Anna Haining Bates
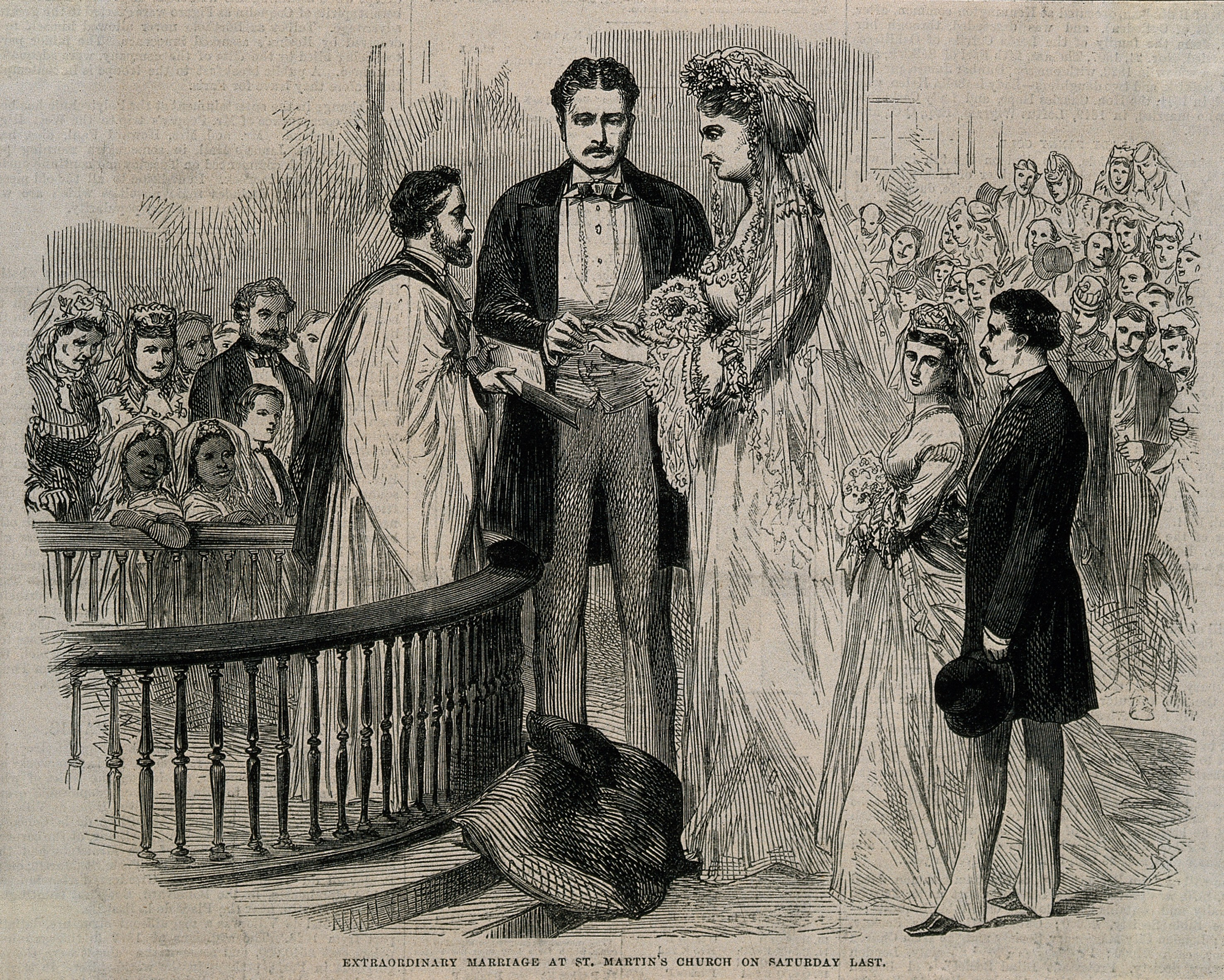
Les noces de Martin van Buren Bates amb Anna Swan, 1871

El 19 de maig de 1872 Anna va donar a llum una nena tan gran com ella mateixa en el seu naixement: 8,02 kg i 67,5 cm. Va ser atesa pels prestigiosos ginecòlegs doctors Cross i Buckland, que no van poder evitar la mort de la nounada. El capità Bates va lliurar el cos a la ciència perquè estudiés la causa del gegantisme, i sembla que es va guardar al museu de l'Hospital de Londres fins que es va perdre durant els bombardejos de la Segona Guerra Mundial. El difícil part i la mort de la nadò van deixar a l'Anna feble i deprimida. Martin, igual de trist, la va portar de vacances a Irlanda.

## Vida a Seville
Van decidir tornar als Estats Units d'Amèrica, i en New Annan, Martin va conèixer als seus sogres abans d'instal·lar-se a Seville (Ohio), on van comprar una granja. Només arribar van assistir a l'església baptista, però van trobar els bancs incòmodes pel que Martin va encarregar al fuster local un banc acord amb les seves mides. La casa també va ser dissenyada a mida i des de la seva casa d'Anglaterra van arribar els enormes mobles. Martin va supervisar la construcció de la casa. La part principal de la casa tenia sostres de 4,3 metres, mentre que les portes eren molt amples i feien 2,4 m d'alçada. La part posterior de la casa es va construir amb una mida mitjana per a servents i hostes. També els van construir un gran carruatge. Un cop instal·lats, els Bates van oferir una festa per conèixer els seus nous veïns. Les senyores van estar tota la vetllada dempeus, ja que els resultava indigne escalar les enormes cadires o permetre que el ben plantat i cavallerós senyor Bates les pugés com si fossin nenes petites.
Vivien tranquils i integrats en la comunitat. Anna es reunia amb les seves veïnes i mentre teixien els explicava anècdotes dels seus viatges. També donava classes als nens a l'escola dominical. Els seus antics amics, les siameses Millie i Christine, L'Esquelet Humà Vivent, i el matrimoni Thumb (Charles Sherwood Stratton i Lavinia Warren), els visitaven quant tenien un buit en les seves vides al circ. Maggie, la germana d'Anna de salut feble, va morir de tuberculosi als 22 anys, durant una de les seves visites, i va ser enterrada a Seville. Eren especialment afectuosos amb els nens, que els agradava grimpar pels genolls de Martin per assolir els caramels que sempre guardava a les butxaques
El 1878 van sortir de gira amb el Cole Bros. Circus pels pobles miners de l'Oest americà. Anna va tornar a quedar embarassada. Per precaució, van abandonar la gira i van tornar a Seville. El 15 de gener de 1879 es va posar de part, de nou dificultat per la gran grandària del nadó. Els metges no van assolir l'expulsió fins al dia 19 i el nadó més gran de la història (va pesar 10 kg i va mesurar 71 cm) només va viure onze hores. Va ser enterrat al cementiri de Mount Hill, al costat de Maggie.
Anna no va assolir recuperar-se i no van tornar a viatjar. En 1882 van assistir a Cleveland (Ohio) al circ Barnum & Bayley, car coneixia moltes de les seves estrelles. Tots els seus vells amics la van trobar molt desmillorada. Es va recloure a casa, sense forces, i l'atenció de Martin semblava no tenir efecte.

## Mort i funeral
Anna Bates va morir sobtadament mentre dormia la nit del 5 d'agost de 1888, un dia abans de complir 42 anys. La causa de la mort va ser insuficiència cardíaca, derivada segurament d'haver patit goll, com mostren les seves fotos i retrats.
Després de la defunció de la seva esposa, el seu marit, el capità Martin Van Buren Bates, va telegrafiar a Cleveland (Ohio), per encarregar un taüt de les mesures de la seva difunta esposa. L'empresa fabricant, convençuts que les mesures escrites al telegrama eren un error, va enviar un taüt de mida estàndard. Bates, indignat, va tornar a telegrafiar per confirmar que la mida que indicava en el seu primer telegrama era el correcte.
El funeral d'Anna va haver de ser ajornat, ja que el taüt va trigar tres dies més a arribar. Finalment Anna va ser sepultada el dilluns 13 d'agost de 1888. Tant Anna, com el seu marit Martin i el seu fill estan enterrats al cementiri Mount Hill de Seville, Ohio. Molt a prop està sepultada la germana de l'Anna, Maggie, qui va morir de tuberculosi el 1875, a l'edat de 22 anys. Una estàtua a mida natural de la geganta de Nova Escòcia vela les tombes.